# Веркудське озеро
Верку́дське озеро (або Веркуда) — невелике озеро льодовикового походження в центральній частині Вітебської області Білорусі, на території Ушацького району. Знаходиться в басейні річки Туравлянка, за 17 км на схід від селища Ушачі.
Озеро з групи Ушацьких озер, неправильної форми, витягнулось із північного заходу на південний схід довжиною 2,2 м. Має на півдні 3 вузькі затоки, найзахідніша з яких відмежована від основної водойми довгим і вузьким мисом-півостровом. При цьому утворюється своєрідне окреме озеро, яке має глибину всього на 0,5 м меншу за максимальну глибину всього озера. На південному сході міститься невеликий острів.
Схили улоговини висотою 25-30 м, переважно вкриті лісом, на сході — розорені. Береги низинні та болотисті, зливаються зі схилами улоговини, на півночі та заході дещо підняті. Підводна частина улоговини складається з 2 плесів. Літоральна зона піщана, глибоководна вкрита мулом. Дно вкрите сапропелем. Смуга надводної рослинності шириною до 140 м і до глибини 3 м.
Над озером розташовані села Роги, Веркуди та Лози. До озера впадають 3 струмки на південному сході, на півночі витікає струмок до сусіднього озера Паульського.